# Nordstar Tower
La Nordstar Tower est un gratte-ciel de bureaux de 172 mètres de hauteur construit à Moscou de 2006 à 2009 au sein du complexe de bureaux Dom Na Begovoy qui comportera à la fin de sa réalisation 4 tours de plus de 40 étages.
L'immeuble comprend 30 ascenseurs, une surface de plancher de 147 000 m2 et dispose d'un hélipad pour l'atterrissage des hélicoptères.
L'architecte est l'agence Tromos.